# 1re série 1933/34
Die Saison 1933/34 war die 18. Spielzeit der 1re série, der höchsten französischen Eishockeyspielklasse. Meister wurden zum ersten Mal in der Vereinsgeschichte überhaupt die Rapides de Paris.

## Meisterschaft

### Halbfinale
- Rapides de Paris – Français Volants 2:0 (0:0, 1:0, 1:0)
- Chamonix Hockey Club – Diables de France 1:0 (0:0, 0:0, 1:0)

### Spiel um Platz drei
- Français Volants – Diables de France 2:1 (1:0, 1:1)

### Finale
- Rapides de Paris – Chamonix Hockey Club 7:0 (4:0, 1:0, 2:0)